# Mr. Fix It
Mr. Fix It est un film américain réalisé par Darin Ferriola et sorti en 2006.

## Synopsis
Lance Valenteen gagne sa vie en proposant ses services pour réconcilier les couples. Il donne rendez-vous aux ex-petites amies de ses clients, et s'arrange pour faire en sorte qu'elles retournent vers eux. Mais il finit par tomber amoureux de l'une d'elles.

## Fiche technique
- Réalisation : Darin Ferriola
- Scénario : Darin Ferriola
- Photographie : Irek Hartowicz
- Musique : Kevin Saunders Hayes
- Montage : Phil Norden
- Genre : Romance, comédie[1]
- Durée : 93 minutes
- Date de sortie: 
  - États-Unis : 26 décembre 2006

## Distribution
- David Boreanaz : Lance Valenteen (Mr Fix It)
- Alana de la Garza : Sophia Fiori
- Scoot McNairy : Dan
- Pat Healy : Bill Smith
- Paul Sorvino : Wally
- Terrence Evans : Charlie
- Lee Weaver : Ralph
- Rodney Rowland : Tip
- Miranda Kwok : Melanie
- Herschel Bleefeld : Shiffy
- Patrica Place : Mrs. Cliverhorn
- Gemini Barnett : Walter
- Dallas McKinney : Bobby
- Uggie : le chien